# دافنه ۴۱
سیارک ۴۱ (به انگلیسی: 41 Daphne) چهل و یکمین سیارک کشف شده‌است که در ۲۲ مه ۱۸۵۶ و در پاریس کشف شد.
قدر مطلق سیارک برابر ۷٫۱۲ است.